# 名取市立高舘中学校
名取市立高舘中学校（なとりしりつたかだてちゅうがっこう）は、1947年から1981年まで日本の宮城県名取市高舘吉田字東真坂にあった公立の中学校である。

## 歴史
1947年（昭和22年）に、高舘村唯一の中学校として作られた。当初は高舘村立高舘小学校に間借りし、翌年同校の校地内に中学校の校舎を建てた。名取川と高舘山を詠み込んだ校歌は土井晩翠の作詞になる。
1955年（昭和30年）に少し西の高舘山の麓に移転した。この年に高舘村は周辺町村と合併して名取町の一部になり、1958年（昭和53年）に名取市になった。高舘中もこれにあわせて名取町立、名取市立となった。
1981年（昭和56年）に名取市立第二中学校新設にともなって閉校となった。第二中は高舘中の学区を東に拡張したもので、校舎の位置は同じ高舘吉田の中ながら東に寄る。跡地には名取養護学校（現在の宮城県立名取支援学校）が建てられた。